# Oldersumer Kirche

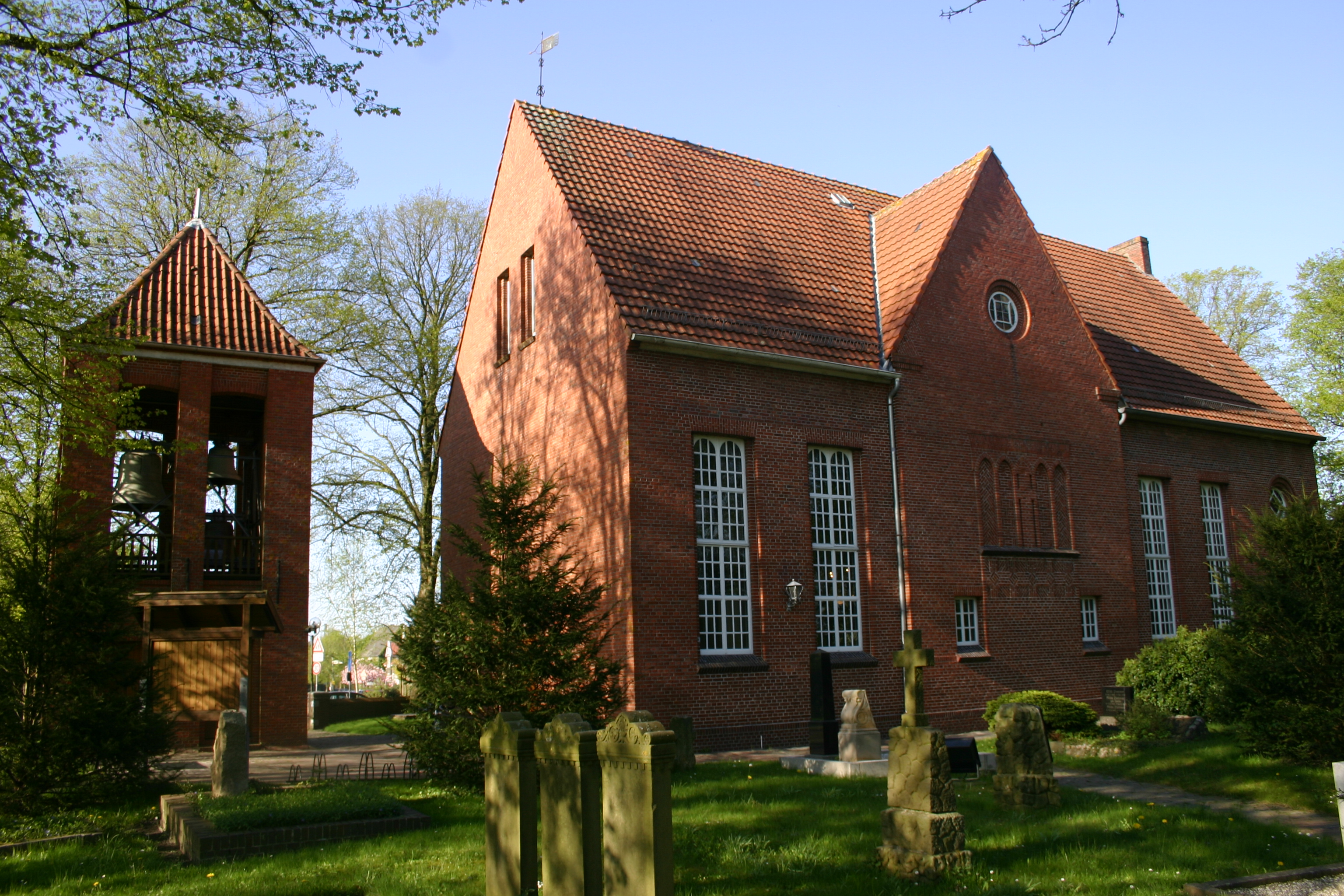
Reformierte Kirche

Die evangelisch-reformierte Kirche in Oldersum, einem Ortsteil der ostfriesischen Gemeinde Moormerland, wurde 1922/1923 erbaut, nachdem die Vorgängerkirche aus dem frühen 15. Jahrhundert 1916 bei einem Brand zerstört wurde.

## Geschichte

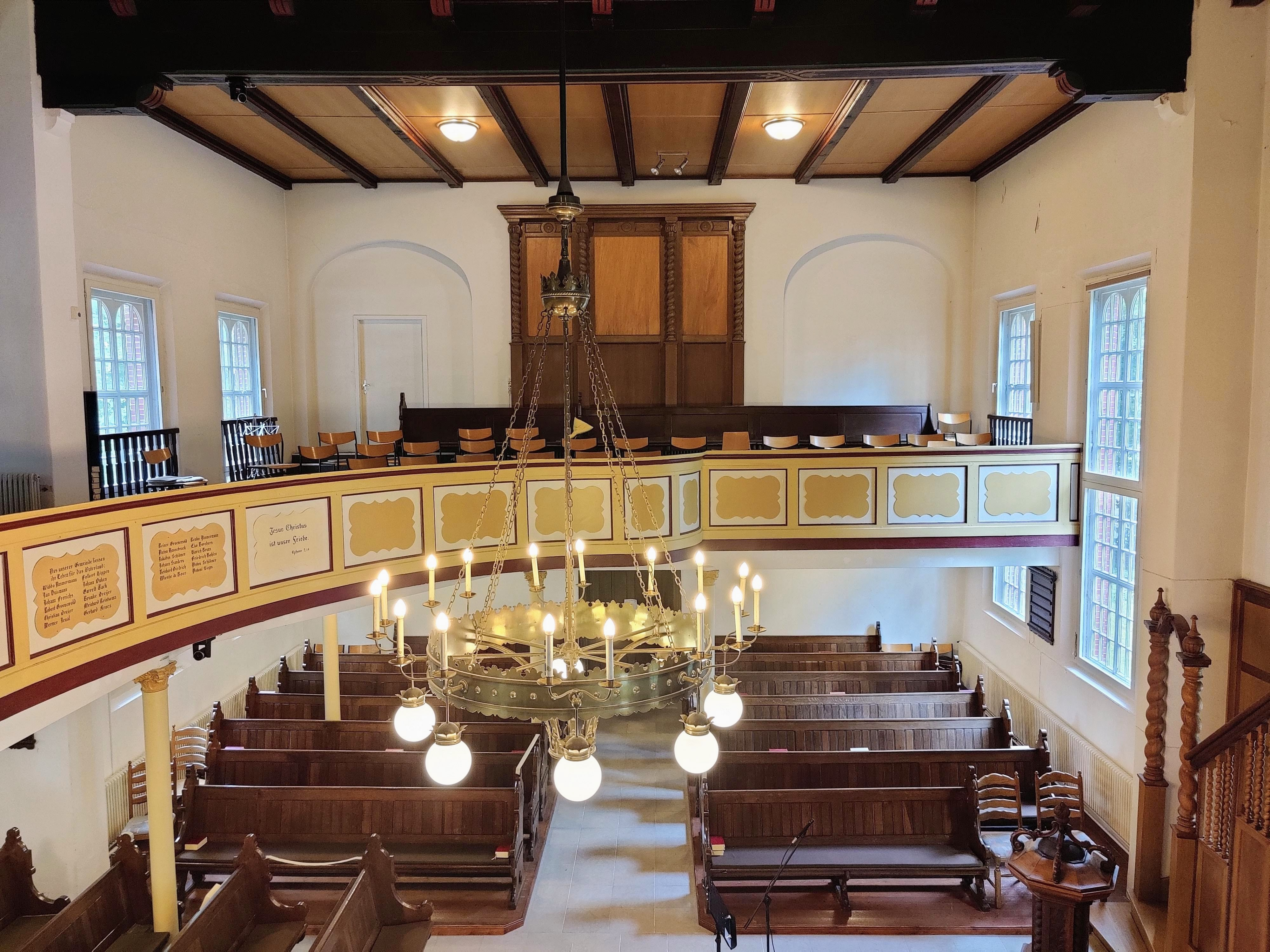
Innenraum

Wann die erste Kirche in Oldersum errichtet wurde, ist bis dato unbekannt. Um 1400 errichteten die Einwohner des Ortes auf dem höchsten Punkt der Dorfwarft eine einschiffige Backstein-Kirche im gotischen Stil. Vermutlich hat sie einen Vorgängerbau aus Holz gehabt. In der Kirche befand sich ein Grabgewölbe für die Oldersumer Häuptlinge. Bis zur Reformation gehörte Oldersum zum Bistum Münster, Propstei Emden.
In Oldersum vollzog sich der Wechsel zur Reformation relativ früh; schon 1519 wurde evangelisch gepredigt. Im Jahre 1526 fand in der Kirche das von Ulrich von Dornum initiierte Oldersumer Religionsgespräch statt, ein öffentliches Streitgespräch des Emder Predigers Georg Aportanus mit dem katholischen Dominikanerprior Laurens Laurensen, das zur schnellen Durchsetzung des Protestantismus in Ostfriesland beitrug. Seither ist die Bevölkerung des Ortes in ihrer überwiegenden Mehrheit reformierten Glaubens. In der Kirche wirkten zudem Andreas Bodenstein, der häufig wegen seiner Herkunft einfach Karlstadt genannt wurde, Menno Simons und weitere Mennoniten. Im Jahre 1580 hatte die Kirche vermutlich einen Zwiebelturm, der nach 1633 zur achteckigen Spitze umgebaut wurde.
Aufgrund eines technischen Defektes brannte die Kirche 1916 bis auf die Grundmauern nieder und wurde anschließend abgerissen. Auch die Ausstattung wurde dabei vollständig vernichtet. Gottesdienste fanden nach der Zerstörung im Saal des Hotels Brand statt.
In den Jahren 1922 bis 1923 wurde schließlich das heutige Gemeindezentrum aus Kirche und Gemeindesaal nach Plänen des Architekten Alfred Sasse aus Hannover errichtet. Anschließend erhielt es eine Kanzel und Bänke. In den Jahren 1925 bis 26 wurde noch eine Empore eingebaut. Einen Kirchturm hatte das Gebäude zunächst nicht. Dieser wurde im Jahre 1956 errichtet. Bis dahin nutzte die Gemeinde einen hölzernen Glockenturm.

## Ausstattung
Der Kronleuchter wurde 1927 von der Gemeinde gestiftet. Auch die Vasa Sacra sind relativ jung. Sie bestehen aus einem auf das Jahr 1829 datierten Becher, der von Meister Jacobus Meinardi Swartte aus Emden geschaffen wurde, einem Becher aus der Werkstatt des Meisters Schaaf aus Emden, der im Jahre 1862 gefertigt wurde, sowie aus zwei Brottellern aus dem gleichen Jahr, einer 1860 erworbenen großen Kanne und vier zinnernen Kollektentellern, deren Entstehungszeit unbekannt ist.

## Orgel

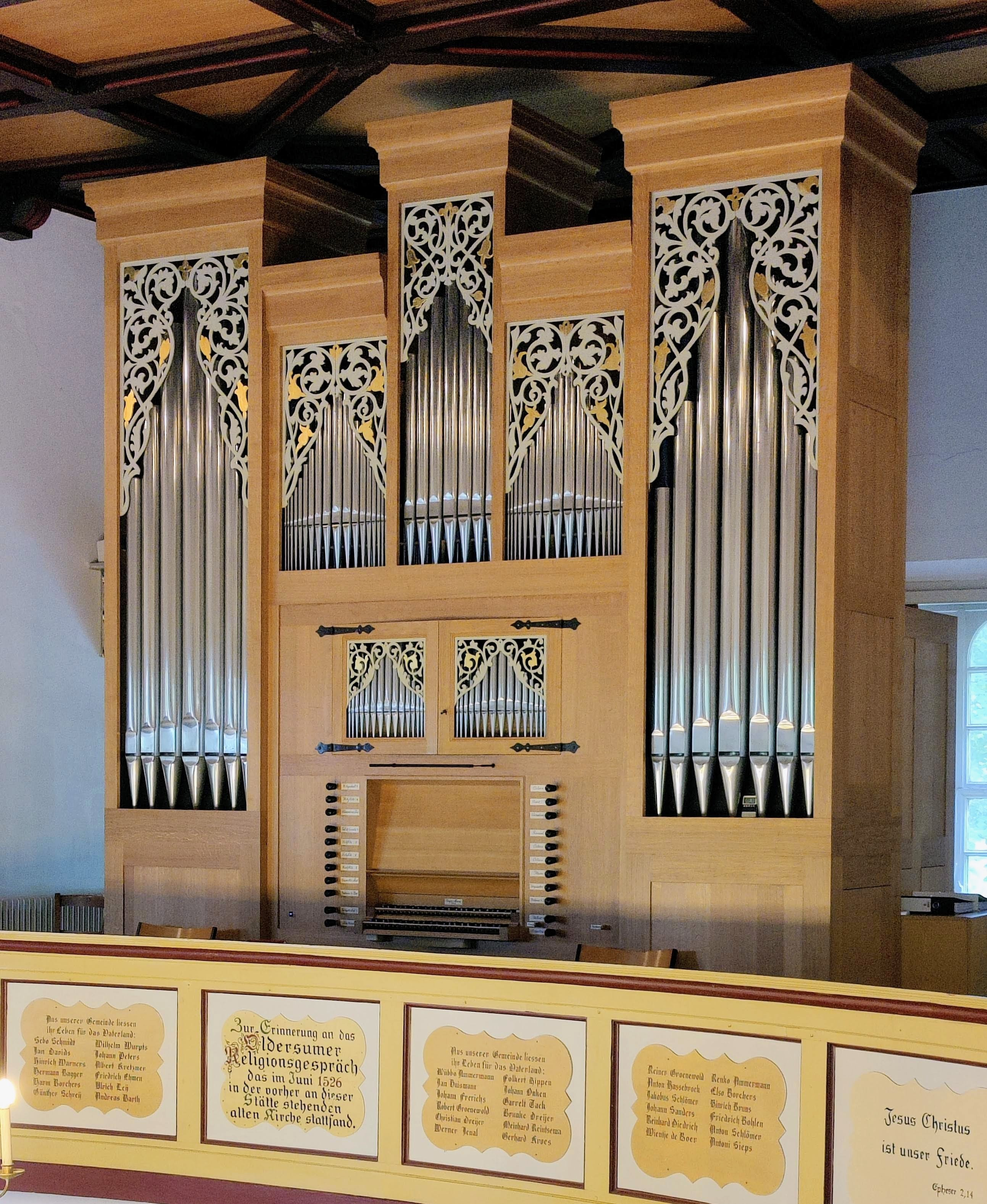
Ahrend-Orgel

Eine erste Orgel wurde vermutlich um 1450 von Mester Clemens in die Kirche eingebaut. Im Jahr 1461 verfügt Häuptling Wiard zu Uphusen und Oldersum testamentarisch, dass dem Orgelbauer die ausstehenden Kosten bezahlt werden. Die zweite Orgel wurde im Jahre 1622 von einem unbekannten Meister erbaut. Dabei soll es sich um eine Orgel im Stil der Spätrenaissance gehandelt haben, die wahrscheinlich auf einer Schwalbennestempore an der Nordseite der Kirche stand. Im Jahre 1796 errichtete Johann Friedrich Wenthin aus Emden vor dem Chor im Osten der Kirche ein neues Instrument im Stil des Rokoko mit zwölf Registern, das 1916 beim Brand zerstört wurde. Im Neubau wurde 1935 eine Orgel von Friedrich Klassmeier aus Lemgo mit 19 Registern aufgestellt, die pneumatisch gesteuert wurden. Schon zehn Jahre später war dieses Instrument defekt, ein Neubau aber wegen des Zweiten Weltkrieges nicht möglich. Am 2. Juni 1952 bestätigte der Landeskirchenmusikwart Rolf Hallensleben in einem Gutachten, dass die Orgel abgängig sei. Schließlich wurde 1965 bei der Firma Karl Schuke in Berlin eine neue Orgel gekauft. Diese war ursprünglich für die viel größere Kirche in Eilsum bestimmt und stellte mit ihren sieben Registern im Manual und zwei Registern im Pedal in Disposition und Klang eine Minimallösung dar, so dass der Wunsch nach einer neuen Orgel aufkam.
Im Jahre 2004 wurde ein Neubau bei Jürgen Ahrend aus Loga in Auftrag gegeben, der ein Instrument mit Stil des norddeutschen Barock schuf. Zunächst wurden nur das Hauptwerk und das Pedal fertiggestellt; der Einbau des Brustwerks war vorbereitet. In einem ersten Bauabschnitt erfolgte 2008 der Einbau von Klaviatur, Windlade und der beiden Holzflöten im Brustwerk. Der gebürtige Oldersumer und ehemalige Werkstattleiter der Firma Ahrend verfertigte die Brustwerk-Windlade und das Holzgedackt 8′ unentgeltlich. 2011 wurden zwei weitere Labialregister und 2012 das Krummhorn eingebaut, sodass die Orgel seitdem vollständig ist. Das Schleifladen-Instrument verfügt über 18 Register, verteilt auf zwei Manuale und Pedal. Die Spiel- und Registertrakturen sind mechanisch.
| I Hauptwerk CD–e3 |                     |    |
| 1.                | Principal           | 8′ |
| 2.                | Hohlflöte           | 8′ |
| 3.                | Viol di gamba       | 8′ |
| 4.                | Octave              | 4′ |
| 5.                | Rohrflöte           | 4′ |
| 6.                | Octave              | 2′ |
| 7.                | Waldflöte           | 2′ |
| 8.                | Sesquialtera II B/D |    |
| 9.                | Mixtur IV           |    |
| 10.               | Dulcian B/D         | 8′ |

| II Brustwerk CD–e3 |               |       |
| 11.                | Holzgedackt   | 8′    |
| 12.                | Holzflöte     | 4′    |
| 13.                | Nasat         | 2 ⁄3′ |
| 14.                | Octave        | 2′    |
| 15.                | Krummhorn B/D | 8′    |
|                    | Tremulant     |       |

| Pedal CD–d1 |               |     |
| 16.         | Subbass       | 16′ |
| 17.         | Trompetenbass | 8′  |
| 18.         | Octavbass     | 4′  |

- Koppel: II/I, I/P
- Tremulant
- Spielhilfen: Vogelgesang, Nebenzug zur Veränderung der Schleifenteilung (c1/cis1)
- Stimmung:
  - Höhe a1= 440 Hz
  - modifiziert mitteltönig